# Massimo Furlan
Pour les articles homonymes, voir Furlan.
Massimo Furlan est un metteur en scène, comédien et performeur suisse d'origine italienne né le 8 octobre 1965.

## Biographie

### Enfance et formation
Massimo Furlan suit une formation de plasticien à l'École cantonale d'art de Lausanne de 1984 à 1988. Il a pratiqué pendant plusieurs années la peinture et le dessin. Il a également été scénographe pour plusieurs metteurs en scène et chorégraphes (Nabih Amaraou, Denis Maillefer) avant de devenir metteur en scène et de créer sa compagnie en 2003, Numero23Prod.

### Carrière

#### Théâtre
Au Festival d'Avignon, Massimo Furlan participe aux Sujets à vif en 2008 avec Marielle Pinsard, intitulé Chanteur plutôt qu'acteur : une forme courte où il brouillait les pistes en mêlant faux artistes associés, vrai chanteur et vrais philosophes pour une série de débats piégés, mais sérieusement alimentés, sur la filiation. Il y créera ensuite 1973, spectacle dans lequel il reprend en chanson l'intégralité de l'Eurovision de 1973.
Il crée notamment Hospitalités dans lequel il s’intéresse à la question migratoire, mêlant fiction et réalité. Ayant proposé à la municipalité de La Bastide-Clairence d’annoncer l’ouverture d’un centre d’hébergement de migrants en vue de régler le problème des loyers trop élevés dans le village. Ce qui devait être une fiction est devenu réalité et Massimo Furlan invite les protagonistes à venir raconter ces mois, durant lesquels fiction et réel, jeu et actualité, se sont mêlés. 
Dans Les Italiens créé en 2019, il invite sur scène trios générations de suisses-italiens, dont trois retraités immigrés italiens (nés en Suisse). 

#### Performance
Il s'intéresse particulièrement au domaine du sport comme dans Furlan/Numero23, Foot ou Prolongation. Il a incarné, seul et sans ballon, la finale Italie-Allemagne de la coupe du Monde de 1982 dans Numéro 10, puis a reproduit minutieusement le match mythique de la demi-finale France-Allemagne avec 14 volontaires dans Le Cauchemar de Séville (commenté en direct par Hervé Mathoux et Stéphane Guy).
Il crée Les Héros de la pensée, faisant débattre des intellectuels comme Marc Augé, Daniel Fabre, Serge Margel, Vinciane Despret ou Christine Lapostolle durant 26 heures.
Il travaille régulièrement avec des amateurs ou des volontaires notamment dans Travelling ou Blue Tired Heroe (performance à laquelle participa Antoine DeCaunes). 

### Vie privée
Il est le compagnon de la dramaturge Claire de Ribaupierre avec laquelle il collabore régulièrement.

## Spectacles
- 2007 Les filles et les garçons, Arsenic, Lausanne
- 2007 Palo Alto, Dampfzentrale, Berne
- 2008 Sono qui per l'amore, La semaine culturelle vaudoise à Saint-Gall, Saint-Gall
- 2008 Chanteur plutôt qu'acteur, "Sujet à vif", Festival d'Avignon (France)
- 2008 (love story) Superman, Parc de la Villette, Paris
- 2010 1973, Festival d'Avignon, Avignon
- 2017 Hospitalités, Théâtre de Vidy, Lausanne
- 2019 Les Italiens, Théâtre de Vidy, Lausanne[5]
- 2019 Le Concours Européen de la Chanson Philosophique, Théâtre de Vidy, Lausanne[5]
- 2022 Avec l'Animal, Theatre de Vidy, Lausanne (CH) [12],[13]

## Performances
- 2004 International Airport, Aéroport de Genève Cointrin, Festival de La Bâtie, Genève
- 2006 We are the World, Festival de La Bâtie, Genève
- 2006 Numéro 10, Paris Quartier d’été, Parc des Princes
- 2006 Old Station Heroes, Blickfelder Festival, Zurich
- 2008 Das Wunder von Cordoba, Wiener Festwochen Festival, Vienne (Autriche)
- 2008 Old station Heroes, Uovo Performings Arts, La Triennale di Milano (Italie)
- 2008 22. Juni 1974, 21 Uhr 03, Theater der Welt Festival, Halle (Allemagne)
- 2008 Musica leggera, La nuit des musées, Fondation de l'Hermitage, Lausanne
- 2008 Live me / Love me, FIES Factory one, Dro (Italie)
- 2016 Tree of Codes, opera, Opéra de Cologne / Köln Oper, Cologne, Allemagne
- 2017 Nocturne, Festival Les Tombées de la Nuit, Rennes, France
- 2017 Factory, TLH, Sierre, Suisse
- 2018 Le Cauchemar de Séville, Tragédie en deux actes avec prolongations, Stade Yves du Manoir de Colombes
- 2019 Travelling, Festival Chahuts / Ville de Bordeaux, Festival des 7 collines, Saint-Étienne, France[14]
- 2020 Dans la Foret, Theatre de Vidy, Lausanne (CH)[15],[16]

## Expositions

### Personnelles
- 2006 Superman, Fiac, Galerie Vallois, Paris,
- 2006 E.S.F. Espace Saint-François, Lausanne
- 2006 You'll never walk alone. Fussball und Fankultur, O.K. Centrum für Gegenwartskunst, Linz

### Collectives
- 2006 Des seins à dessein, Espace Arlaud, Lausanne
- 2006 Mémoire et oubli, Villa Bernasconi, Lausanne
- 2007 Accrochage [Vaud 2007], Musée cantonal des Beaux-Arts de Lausanne
- 2007 Une question de génération, Centre d’Art contemporain, Lyon

## Prix
- 1988 Prix de la Fondation Irène Reymond
- 2001 Prix Jeunes Créateurs, Fondation vaudoise pour la culture, Lausanne